# Marie-Joseph Cassant
Marie-Joseph Cassant, al secolo Pierre-Joseph (Casseneuil, 6 marzo 1878 – Bellegarde-Sainte-Marie, 17 giugno 1903), è stato un presbitero francese dell'ordine dei cistercensi della stretta osservanza, beatificato da papa Giovanni Paolo II nel 2004.

## Biografia
Nato da una famiglia di agricoltori benestanti, entrò in seminario ma, per la sua salute malferma, dovette abbandonare gli studi. Nel 1894 entrò poi nel noviziato trappista di Santa Maria del Deserto: emise i voti perpetui nel 1900 e nel 1902 fu ordinato prete.
Ammalatosi di tubercolosi, morì nel 1903.

## Il culto
È sepolto nella cripta di Santa Maria del Deserto.
Fu beatificato da papa Giovanni Paolo II in Piazza San Pietro a Roma il 3 ottobre 2004.
Il suo dies natalis è il 17 giugno.